# Джина Ровере
Джина Ровере (итал. Gina Rovere), сценический псевдоним Реджины Чиккотти (итал. Regina Ciccotti; род. 5 мая 1935, Рим — итальянская актриса.

## Биография
Джина Ровере сыграла второплановые роли примерно в шестидесяти фильмах (в основном итальянских или в совместном производстве), от «Les Amants de Villa Borghese» (французско -итальянское совместное производство, 1953, с Франсуа Перье и Витторио Де Сика) до «Benedetta follia» Карло Вердоне (2018, совместно с режиссёром Иленией Пасторелли).
Среди прочего она играла в фильмах «Злоумышленники, как всегда, остались неизвестны» Марио Моничелли (1958, с Витторио Гассманом и Ренато Сальватори), «Дон Камилло, монсеньор» Кармине Галлоне (1961, с Фернанделем и Джино Черви), «Уловка-22» Майка Николса (США, 1970, с Аланом Аркин и Мартин Бальсам), и «Жизнь прекрасна» Роберто Бениньи (1997, с Николеттой Браски).
На итальянском телевидении Джина Ровере участвовала в семи сериалах в период с 1982 по 2017 год, включая эпизод 2009 года о «Доне Маттео» (с Теренсом Хиллом в главной роли).

## Избранная фильмография
- 1953 — Влюбленные на вилле Боргезе / Villa Borghese Джанни Франчолини — участница конкурса красоты
- 1957 — Воспоминания об Италии / Souvenir d’Italie Антонио Пьетранджели — проститутка по имени Маргарет
- 1957 — Роланд, доблестный принц / Orlando ei Paladini di Francia Пьетро Франчиши — Фьямма
- 1957 — Отцы и дети / Padre e figli Марио Моничелли — подруга Вецио Баччи
- 1958 — Подвиги Геракла / Le fatiche di Ercole Пьетро Франчиши — первая амазонка
- 1958 — Злоумышленники, как всегда, остались неизвестны / I soliti ignoti Марио Моничелли — Тереза, жена Тиберио
- 1958 — Ужасные супруги (Рождённая в марте) / Nata di marzo Антонио Пьетранджели — проститутка
- 1959 — Обмен / La cambiale Камилло Мастрочинкве — Лола Каппони
- 1959 — Ад в городе / Nella città l’inferno Ренато Кастеллани — Делия
- 1960 — Адуа и её товарки / Adua e le compagne Антонио Пьетранджели — Катерина «Милли» Дзеллеро
- 1960 — Слезы радости / Risate di gioia Марио Моничелли — Мими
- 1961 — Месть Урсуса / La vendetta di Ursus Луиджи Капуано — Лидия
- 1961 — Дон Камилло, монсеньор / Don Camillo monsignore … ma non troppo Кармине Галлоне — Джизелла Мараска
- 1962 — Летнее воскресенье / Una domenica d’estate Джулио Петрони — Мари
- 1962 — Красивое шасси / I motorizzati Камилло Мастрочинкве — Элиза
- 1963 — Приключение в мотеле / Avventura al motel Ренато Польселли — Долорес
- 1965 — Джеймс Тонт: Операция Р.А.З. / James Tont operazione U.N.O. Бруно Корбуччи — Нарда
- 1965 — Ленивый любовник / Il morbidone Массимо Франциоза — медсестра Гертруда
- 1967 — Бог простит… Я — нет! / Dio perdona … io no! Джузеппе Колицци — Роза
- 1970 — Уловка 22 / Catch-22 Майка Николса — проститутка с Нейтли
- 1971 — Любовь по воле или силе / Per amore o per forza Массимо Франчоза
- 1974 — Последнее танго в Дзагароле / Ultimo tango a Zagarol Нандо Чичеро — Маргарита
- 1976 — Собачье сердце / Cuore di cane Альберто Латтуада — Дарья Петровна
- 1981 — Дама с камелиями / La storia vera della signora dale camelie Мауро Болоньини
- 1985 — Злоумышленники, как всегда, неизвестны двадцать лет спустя / I soliti ignoti vent’anni dopo Аманцио Тодини
- 1989 — Покойники / Mortacci Серджо Читти
- 1996 — Молодые и красивые / Giovani e belli Дино Ризи — Астория
- 1997 — Жизнь прекрасна / La vità è bella Роберто Бениньи — горничная Доры
- 2012 — Удары молний / Colpi di fulmine Нери Паренти — певица
- 2018 — Благословенное безумие / Benedetta follia Карло Вердоне — мать Летиции

### Телевидение
- 2009 — «Дон Маттео», сезон 7, серия 16 Corsa contro il tempo de Giulio Base